# نیلوفر محمودی
نیلوفر محمودی (زاده ۲۲ تیر ۱۳۴۷ در تهران) بازیگر سینمای ایران است. وی تنها فرزند خانواده است و دوره دو ساله بازیگری تئاتر در مدرسه هنر و ادبیات صدا و سیما را گذراند، و پس از فارغ‌التحصیلی کارشناسی در رشته اقتصاد دانشگاه علامه طباطبائی، به بازیگری در سینما روی آورد.
او پس از وقفه‌ای نسبتاً طولانی (۱۳ سال)، با پرواز مرغابی‌ها ساخته علی شاه حاتمی در سال ۱۳۸۸ دوباره به عرصه سینما بازگشت.
دو فیلم بایک بلیت یکی دیگر از آثار سینمایی ایشان است…

## بازیگری

### سینما
- رؤیای سینما (۱۳۹۰)
- فرزند خوانده (۱۳۹۰)
- پرواز مرغابی‌ها (۱۳۸۸)
- روزی که خواستگار آمد (۱۳۷۵)
- دکل (۱۳۷۴)
- طالع سعد (۱۳۷۴)
- بوی خوش زندگی (۱۳۷۳)
- روز فرشته (۱۳۷۲)
- آپارتمان شماره ۱۳ (۱۳۶۹)
- دو فیلم با یک بلیت (۱۳۶۹)
- فانی (۱۳۶۸)
- در جستجوی قهرمان (۱۳۶۷)

### تلویزیون
- ضامن (۱۳۷۴) (مسعود فروتن)
- گریز (۱۳۷۵) (کریم آتشی)
- عروسی ۷۷ (۱۳۷۶) (مهرداد پوراحمد)
- حنانه (۱۳۷۷) (مصطفی یارمحمودی)
- پرونده‌های مجهول (۱۳۸۰) (جمال شورجه)
- باران عشق (۱۳۸۰) (احمد امینی)، (فریدون حسن پور)
- روز رفتن (۱۳۸۵) (جواد افشار)
- مرگ تدریجی یک رؤیا (۱۳۸۶) (فریدون جیرانی)
- پیشواز (۱۳۹۰) (سعید ابراهیمی فر)